# 370 (szám)
A 370 (római számmal: CCCLXX) egy természetes szám, szfenikus szám, a 2, az 5 és a 37 szorzata.

## A szám a matematikában
A tízes számrendszerbeli 370-es a kettes számrendszerben 101110010, a nyolcas számrendszerben 562, a tizenhatos számrendszerben 172 alakban írható fel.
A 370 páros szám, összetett szám, azon belül szfenikus szám, A 369-cel Ruth–Aaron-párt alkot. Kanonikus alakban a 21 · 51 · 371 szorzattal, normálalakban a 3,7 · 102 szorzattal írható fel. Nyolc osztója van a természetes számok halmazán, ezek növekvő sorrendben: 1, 2, 5, 10, 37, 74, 185 és 370.
Tízszögszám.
A 370 négyzete 136 900, köbe 50 653 000, négyzetgyöke 19,23538, köbgyöke 7,17905, reciproka 0,0027027. A 370 egység sugarú kör kerülete 2324,77856 egység, területe 430 084,03428 területegység; a 370 egység sugarú gömb térfogata 212 174 790,2 térfogategység.